# 奥托·斯林
奥托·斯林（捷克語：Otto Šling；1912年8月24日—1952年12月3日），犹太裔，是捷克斯洛伐克的政治家，1952年被“斯大林派”指控犯有“犹太复国主义”，被判处死刑。